# Cabera
Genre
Cabera est un genre de lépidoptères (papillons) de la famille des Geometridae, de la sous-famille des Ennominae.

## Principales espèces(à compléter)
- Cabera borealis (Hulst, 1896)
- Cabera erythemaria Guénée, 1857
- Cabera exanthemata (Scopoli, 1763) - Cabère pustulée (présente en Europe)
- Cabera leptographa Wehrli, 1936 (présente en Europe)
- Cabera pusaria (Linnaeus, 1758) - Cabère virginale (présente en Europe)
- Cabera quadrifasciaria (Packard, 1873)
- Cabera variolaria Guénée, 1857